# 데미스티우스
데미스티우스(Themistius, AD 317 – 390)는 별명이 Euphrades, εὐφραδής (웅변가)라고 불리며 정치가, 수사학자 및 철학자였다. 그는 Constantius II, Julian, Jovian, Valens, Gratian 및 Theodosius I의 통치에서 활동했다. 그는 많은 차이점과 자신이 그리스도인 이 아니라는 사실에도 불구하고 모든 황제들의 호의를 누렸다. 그는 355년에 콘스탄티우스에 의해 상원에 입각했으며, 384년에 테오도시우스의 지명으로 콘스탄티노플에서 지사를 지냈다. 그의 많은 작품들 중에서, 그의 서른 세 개의 연설은 우리에게 내려 왔으며, 아리스토텔레스의 작품들에 대한 다양한 논평들과 요약들이 있다.

## 추가 자료
- W. Dindorf 연설의 판 (Leipzig, 1832) : Themistii Orationes, 전직 Mediolanensi emendatae, Guilielmo Dindorfio, Lipsiae : C. Cnobloch 1832 .
- Themistii의 말은 Aristotelis librorum quae supersunt, ed. 레온하르트 폰 스펜 젤 (라이프 치히, 1866), Teubner의 시리즈 (1998년 재판)

### 번역
- 앵글 리르 드 라메르 드 아리스토 테, Guillaume de Moerbeke (Latin)의 비평가 루뱅, 1957
- The Aisttle On Aristotle On the Soul, 트랜스. 로버트 비 토드 1996년 런던과 이타카 (아리스토텔레스 고대 주석가)
- 아리스토텔레스 물리학 1-3, 트랜스. 로버트 비 토드 런던과 이타카, 2011 (아리스토텔레스에 대한 고대 주석가)
- 아리스토텔레스 물리학에 관한 Themistius 4, trans. 로버트 비 토드 2003년 런던과 이타카 (아리스토텔레스에 대한 고대 주석가)
- 아리스토텔레스 물리학에 관한 Themistius 5-8, trans. 로버트 비 토드 2008년 런던 (아리스토텔레스 고대 주석가)
- Themistius의 개인 연설, 트랜스. 페 넬라 버클리, 2000